# Iraan
Iraan – miasto w Stanach Zjednoczonych, w stanie Teksas, w hrabstwie Pecos.